# Sumberjo (Kademangan)
Sumberjo is een bestuurslaag in het regentschap Blitar van de provincie Oost-Java, Indonesië. Sumberjo telt 3768 inwoners (volkstelling 2010).